# 冥卫三

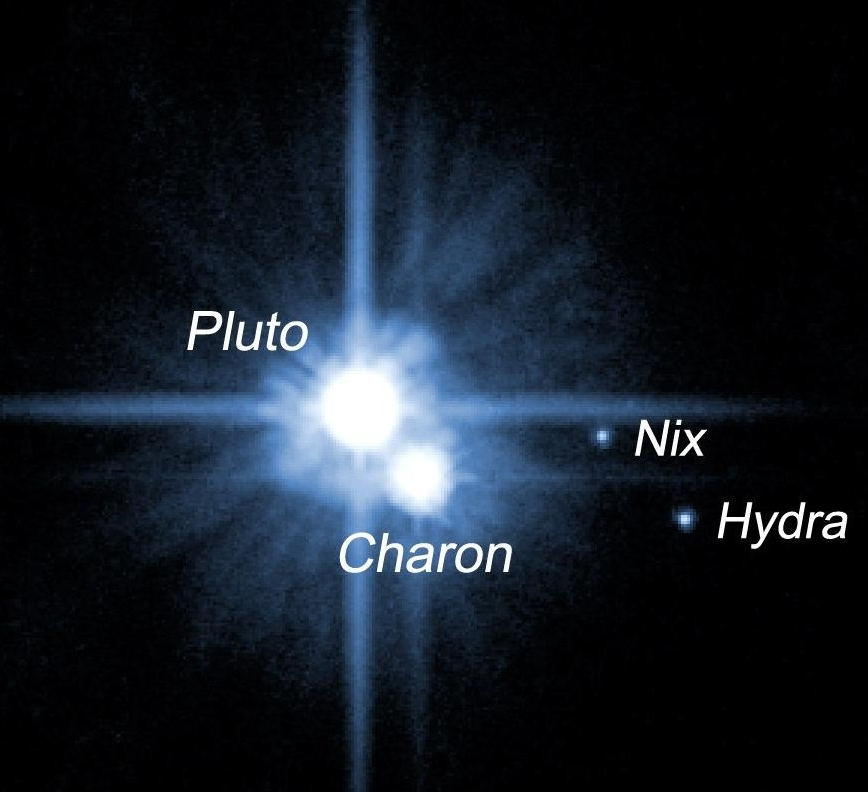
哈勃望遠鏡拍攝的冥王星與其三顆衛星

冥衛三正式名稱為Hydra（/ˈhaɪdrə/ ，許德拉），是冥王星的一颗卫星。
2005年5月首次被冥王星伴侣搜索团队通过哈勃太空望远镜观测到。並于同年5月15日和5月18日拍到照片；2005年5月15日观测者Max J. Mutchler经确认和预估後，於2005年10月31日公布發現衛星的消息，當時暫編號為S/2005 P1，2006年6月下旬經國際天文學聯合會會議後正式命名為Hydra（許德拉），在《伊利亞特》中是守衛地獄的九頭蛇，名字的概念取自2006年1月飛往冥王星的新視野號（New Horizons）探測器名字的第二個字的首字母H。
观测显示其与冥卫一（卡戎）类似，軌道半徑約65,000公里，以38天周期繞冥王星運轉。估計其直径在30-50公里间。許德拉（冥衛三）比冥衛二亮25%，故可能也较大。